# Saar Bessem
Sara Aletta Elisabeth (Saar) Bessem (Tiel, 13 maart 1907 – Rotterdam, 8 juli 1996) was een Nederlands zangeres en componist. Haar stembereik was mezzosopraan.
Ze werd geboren binnen het gezin van industrieel Herman Bessem en Alegonda Edonia Lingbeek.
Zij kreeg haar muziekopleiding aan de Tielse Muziekschool van de heer Wernicke en mevrouw Cijfer. Er is een optreden van haar bekend in 1922, ze speelde toen piano. In 1926 stond ze op de planken als onderdeel van de Tielse Gymnasiasten waarvan ook Mary Dresselhuys deel uitmaakte. Later studeerde ze zang aan het Rotterdams Conservatorium bij Berthe Seroen en Aaltje Noordewier-Reddingius, waar ze in 1931 afstudeerde. In 1933 was ze te horen in een uitvoering van André Caplets Le miroir de Jésus voor mezzosopraan, drie zangstemmen, vrouwenkoor, harp en strijkorkest, harpiste daarbij was Phia Berghout. In 1935 stond ze in de concertzaal van de Haagse Kunstkring aan de Lange Houtstraat 7 met Frieda Belinfante (cello), Fernando Zapparoni (viool) en Hans Schouwman (piano); ze zong toen modern Frans repertoire.
Ze studeerde compositieleer bij Willem Pijper. Zelf gaf ze muziekles aan dat conservatorium, maar ook aan Montessorischolen in Rotterdam en Voorburg. Zij bewerkte klassiekers zodanig zo dat ze door kinderen konden worden uitgevoerd. Van haar hand verscheen onder andere de kinderoperettes/operas Doornroosje, Assepoester, Cinderella, De nieuwe kleren van den keizer, Zwaan kleef aan, Floris en Blancefloer, Reinaert. Voor Zwaan kleef aan kreeg ze een beloning van 1500 gulden van het Ministerie van Onderwijs, Kunst en Wetenschappen. Donemus kent een Danssuite naar oud-Hollandsche kinderwijzen, voor piano vierhandig; het is uit haar ballet Van het prinsesje dat niet dansen wilde. Verder zijn bekend het lied Nixe op tekst van Clara Eggink en Rondeel met tekst van Gabriël Smit.
Bessem zong mee met een uitvoering van Halewijn van Willen Pijper tijdens de opening van het nieuwe Museum Boijmans Van Beuningen op 6 juli 1935. Maarten 't Hart haalde haar aan in zijn boek Dienstreizen van een thuisblijver, het gaat dan over haar briefwisseling met Simon Vestdijk.
- Bibliothèque nationale de France: cb147519073 (data)
- Digitale Bibliotheek voor de Nederlandse Letteren: bess005
- Gemeinsame Normdatei: 1089755198
- International Standard Name Identifier: 0000 0003 8871 1765
- Nederlandse Thesaurus van Auteursnamen: 071050612
- Virtual International Authority File: 281911164
- WorldCat: E39PBJtcFtGXRmW7P3BYRQQrMP